# Lineopsella islandicus
Lineopsella islandicus är en djurart som tillhör fylumet slemmaskar, och som först beskrevs av Friedrich 1958.  Lineopsella islandicus ingår i släktet Lineopsella och familjen Lineidae. Inga underarter finns listade i Catalogue of Life.